# Arsenieto de gálio
Arsenieto de gálio é composto químico sintético, de fórmula mínima GaAs. É material semicondutor de interesse da indústria eletrônica/informática, muito utilizado na construção de circuitos integrados.
O arsenieto de gálio é obtido na forma de lâminas, a partir da combinação dos elementos químicos constituintes, arsênio e gálio, e permite, segundo a Revista da Siemens, a fabricação dos chips mais rápidos do mundo, os quais, embora mais caros do que os que utilizam substrato de apenas silício, são muito mais velozes na transmissão de informações, além de possibilitar uma redução significativa nos tamanhos dos equipamentos.